# Big Bend, Eswatini
Big Bend este un oraș situat în partea de est a statului Eswatini, pe râul Lusutfu. Activitatea economică a localității se bazează pe plantațiile de trestie de zahăr.